# Vốn giáo dục
Vốn giáo dục đề cập đến các hàng hóa giáo dục được chuyển đổi thành hàng hóa để được mua, bán, giữ lại, trao đổi, tiêu thụ, và hưởng lợi từ trong hệ thống giáo dục. Vốn giáo dục có thể được sử dụng để sản xuất hoặc sao chép một cách bất bình đẳng, và nó cũng có thể phục vụ như một cơ chế san lấp mặt bằng để cổ vũ công lý xã hội và cơ hội bình đẳng. Vốn giáo dục đã được tập trung nghiên cứu trong nhân học kinh tế, cung cấp một khuôn khổ cho sự hiểu biết vốn giáo dục trong nỗ lực của mình để hiểu hành vi kinh tế của con người bằng cách sử dụng các công cụ của cả kinh tế học và nhân học.

## Vốn văn hóa và vốn giáo dục
Thuật ngữ vốn giáo dục là một khái niệm mở rộng thêm những ý tưởng lý thuyết của nhà xã hội học và nhân học người Pháp Pierre Bourdieu người đã áp dụng khái niệm vốn cho vốn xã hội, vốn văn hóa và vốn biểu tượng. Pierre Bourdieu và Basil Bernstein khám phá bằng cách nào mà vốn văn hóa của các tầng lớp thống trị đã được xem trong suốt lịch sử như "kiến thức hợp pháp nhất." Làm thế nào các trường học chọn nội dung và tổ chức các chương trình giảng dạy và thực hành có hướng dẫn kết nối kiến thức trường học (cả hàng hoá và cuộc sống) cho các năng động của lớp, giới tính, chủng tộc và cả bên ngoài và bên trong các tổ chức của chúng ta về giáo dục.
Mặc dù Bourdieu đã đi sâu vào chi tiết trong bài giảng của ông về vốn xã hội, vốn văn hóa và vốn biểu tượng, ông không xuất hiện để xem xét tầm quan trọng của vốn giáo dục như là quan trọng trong nó và của chính nó. Bourdieu tuy nhiên, đề cập đến vốn học tập trong Distinction: A Social Critique of the Judgment of Taste: 

Vốn học tập, trong thực tế, là sản phẩm đảm bảo các ảnh hưởng kết hợp của truyền văn hóa bởi gia đình và truyền văn hóa của nhà trường (hiệu quả của nó phụ thuộc vào số vốn văn hóa trực tiếp thừa kế từ gia đình). Thông qua việc khắc sâu giá trị và các hoạt động áp đặt giá trị của nó, trường học cũng giúp (đến một mức độ nhiều hay ít, tùy thuộc vào cách sắp xếp ban đầu, tức là, lớp học có nguồn gốc) để tạo thành một bố trí chuyển vị, chung đối với văn hoá hợp pháp, mà là được thu nhận đầu tiên với liên quan đến kiến thức và thực hành được công nhận scholastically nhưng có xu hướng được áp dụng vượt quá các giới hạn của chương trình giảng dạy, bằng cách tham gia các hình thức của một xu hướng 'vô tư' tích lũy kinh nghiệm và kiến thức mà có thể không có lợi nhuận trực tiếp trong thị trường học tập(23).

Thăm dò của Arjun Appadurai về kiến thức và các hàng hóa và các vấn đề độc quyền và tính xác thực cũng có liên quan đến các cuộc thảo luận của vốn văn hóa và vốn giáo dục. Trong The Social Life of Things: Commodities in Cultural Perspective, Appadurai cho thấy "... các hàng hóa đại diện cho các hình thức và phân phối xã hội rất phức tạp của tri thức."(41)

## Các lý thuyết kinh tế và các mô hình thực hành vốn giáo dục

### Nền kinh tế nghi thức trong giáo dục
Trong bài viết của mình "Tặng quà trẻ em: Kinh tế nghi thức của một trường cộng đồng," Rhoda Halperin khám phá những thực hành của một trường cộng đồng đô thị thông qua một viễn cảnh nền kinh tế nghi thức. McAnany và Wells xác định nền kinh tế nghi thức như "quá trình cung cấp và tiêu thụ mà vật chất hóa và minh chứng thế giới quan cho việc quản lý ý nghĩa và định hình giải thích." McAnany và Wells lưu ý rằng nghi thức và kinh tế có liên quan nhưng không thể rút gọn về nhau và đề nghị ba lĩnh vực quan trọng của cuộc điều tra: 1) thực hành kinh tế, ví dụ, cung cấp và tiêu thụ; 2) các yếu tố của thực tế kết quả, ví dụ, vật chất hóa và chứng minh và 3) Vai trò xã hội quan trọng của thực hành nghi thức trong ý nghĩa bóng và đường viền việc giải thích của các kinh nghiệm sống.
Halperin gọi giao điểm của nền kinh tế nghi thức và quan hệ họ hàng nghi thức trong trường cộng đồng là "tặng quà cho trẻ em." Các thực thể chính được sản xuất, mua lại, và tiêu thụ là trường học đặc quyền cộng đồng công cộng (một công ty phi lợi nhuận) bao gồm một tòa nhà và một bộ sưu tập các thực hành và chương trình giáo dục. Tặng quà trẻ em đòi hỏi một "tập hợp phức tạp các hoạt động kinh tế giữa các thế hệ, không chính thức được dẫn dắt (và được nghi thức hóa) một cách đạo đức: việc mô hình hóa các chiến lược tồn tại bằng cách kết hợp làm việc trong nền kinh tế tiền lương chính thức với công việc không chính thức trong các việc làm lặt vặt... cung cấp các nguồn lực thực tế như thực phẩm, đôi khi nhà ở, cung cấp quần áo và trường học."(251)

### Quan hệ thân nhân nghi thức và quan hệ thân nhân thực tế trong giáo dục
Các mối quan hệ tương tự như quan hệ thân nhân nghi lễ và quan hệ thân nhân thực tế có thể đóng một vai trò quan trọng trong giáo dục. Các nghiên cứu đã chỉ ra rằng trong nhiều cộng đồng nghèo, các cha mẹ đỡ đầu hoặc "cha mẹ đỡ đầu thế tục" được kỳ vọng sẽ giúp đỡ với việc đến trường của trẻ em. Các tình nguyện viên cộng đồng làm cha mẹ đỡ đầu thế tục để giúp đáp ứng các nhu cầu của trẻ em mà cha mẹ không có khả năng đáp ứng: đồ dùng học tập, quần áo, thực phẩm, cũng như tư vấn, thời gian, tình cảm, tin tưởng, và "... các đầu vào của nguồn tài nguyên cho phúc lợi tương lai của trẻ em và cho trách nhiệm công dân của họ. "  Halperin cho rằng thân nhân nghi lễ "vật chất hóa mọi thứ khác với người thân khác, sinh học và hư cấu... họ là hào phóng (thường vượt quá khả năng của họ)... và hào phóng với thời gian." Trong thiết lập trường học cộng đồng, Halperin quan sát nhiều hình thức khác nhau của quan hệ thân nhân thực tế (tưởng tượng)  được nghi thức hóa một cách đặc biệt (ví dụ, nhận con nuôi, chăm sóc nuôi dưỡng trẻ em (tạm thời và vĩnh viễn), và nhiều các hình thức khác nhau của quan hệ thân nhân phi sinh học hoặc sinh học mở rộng. Trong The Logic of Practice, Bourdieu mô tả các khái niệm về quan hệ thân nhân thực tế:

Mức độ của quan hệ thân nhân thực tế phụ thuộc vào năng lực của các thành viên trong nhóm chính thức để vượt qua những căng thẳng sinh ra bởi các xung đột lợi ích trong sản xuất chung và nhóm tiêu thụ, và để theo kịp các loại mối quan hệ thực tế tương ứng với quan điểm chính thức của bản thân được nắm giữ bởi tất cả các nhóm mà thấy chính nó như là một đơn vị tập đoàn. Trong điều kiện này, họ có thể thưởng thức cả hai lợi thế phát sinh từ mọi mối quan hệ thực tế và các lợi nhuận mang tính biểu tượng được bảo đảm bởi sự chấp thuận được trao cho theo cách xã hội trong các thực hành phù hợp với đại diện chính thức của thực tiễn, đó là, ý tưởng xã hội của quan hệ thân nhân."(170) 

### Kinh tế quà tặng trong giáo dục
Trong cuốn sách của mình The Gift: The Form and Reason for Exchange in Archaic Societies, Marcel Mauss xem xét bản chất của kinh tế quà tặng và trao đổi quà tặng. Mauss mô tả một hệ thống tổng số dịch vụ mà các bộ lạc Thái Bình Dương và Bắc Mỹ tham gia vào nơi giao dịch kinh tế chỉ là một phần, lưu ý rằng các hành động khác diễn ra như "hành vi lịch sự: tiệc, lễ nghi, dịch vụ quân sự, phụ nữ, trẻ em, khiêu vũ, lễ hội, hội chợ "(5) Mauss đã phát triển một lý thuyết về ba nghĩa vụ: 1) nghĩa vụ để đền đáp lại các món quà nhận được; 2) nghĩa vụ tặng quà; và 3) nghĩa vụ nhận quà. Mauss cho rằng
"Từ chối cho, không mời, cũng như từ chối nhận, là tương tự như tuyên bố chiến tranh; nó là để loại bỏ cam kết của liên minh và tính phổ biến."(13)
Các nền kinh tế quà tặng cũng diễn ra trong các xác lập giáo dục. Trong một số trường học, cộng đồng quy định nhà trường cung cấp cho học sinh của trường thông qua quà tặng, "Cha mẹ mô hình việc tặng quà cho con của họ, người mà đến lượt lại thực hiện các thực hành tặng quà cho thế hệ sau. Chúng ta có thể suy đoán rằng các điều kiện xấu đi của Chủ nghĩa tư bản về sau sẽ tạo ra nhu cầu lớn hơn và lớn hơn nữa cho việc tặng quà. Không giống như các nghi thức tặng quà trong thời gian cổ xưa được thiết kế để tăng cường sức mạnh ưu tú, các nghi lễ trong trường học cộng đồng phục vụ như "... cơ chế san lấp mặt bằng với kỳ vọng lỏng có đi có lại trong nhiều hình thức khác nhau và nhiều lần về sau" (258) Điều duy nhất các trưởng lão cộng đồng mong đợi trong trở lại từ con cái là để chúng "trả lại" cho cộng đồng tại một số điểm trong cuộc sống của chúng. Thay vì bất bình đẳng xã hội và hệ thống phân cấp, kết quả dự kiến của nền kinh tế tặng quà tại trường học cộng đồng là công bằng xã hội và cơ hội bình đẳng.
Trong môi trường trường học, tặng quà cũng được xem như là một chiến lược đầu tư:

...đầu tư trong tương lai của trẻ em, trong cộng đồng, và trong một nghĩa nào đó, trong thế giới. Nếu trẻ em là những sản phẩm văn hóa và nếu văn hóa, trong trường hợp này, văn hóa tầng lớp lao động là để được sao chép và tăng cường, việc tặng quà lại là hoàn toàn cần thiết và sẽ được tồn tại."(262) 

Các nhà trường cũng có thể tham gia vào việc tặng quà công chúng bằng cách cung cấp cho trẻ em một viễn cảnh cho một cuộc sống sản xuất và bằng cách giữ họ khỏi tù tội. Tặng quà cũng liên quan đến sự hy sinh của các tình nguyện viên cộng đồng và người sáng lập trường học người hy sinh thời gian, gia đình, sức khỏe nhân danh cộng đồng, trẻ em, giáo dục, bảo vệ và bảo tồn di sản. Gifting the children is much more than charity in that it insures kids' abilities to give back to the community.

## Ví dụ

### Kiến thức địa phương
Tài liệu trong nhân học cho rằng kiến thức địa phương  có thể đóng một vai trò quan trọng trong sự thành công của các trường học bằng cách duy trì sự tham gia cộng đồng trong giáo dục. Mục tiêu chính của các trường học cộng đồng là tạo ra những công dân có kỹ năng thông qua các chương trình giảng dạy, trong đó kiến thức địa phương giữ một vị trí bình đẳng với kiến thức được cấp chứng nhận, do đó "tạo ra một sự cân bằng giữa nhà trường và cộng đồng" (261). The Italian philosopher Antonio Gramsci believed that all people are "organic intellectuals," nói cách khác, là trí tuệ không chỉ dành cho tầng lớp ưu tú hoặc thượng lưu. Gramsci nhấn mạnh tầm quan trọng của trí tuệ như là một phần của cuộc sống hàng ngày. Theo quan điểm của Gramsci, trí tuệ không chỉ dựa trên kiến thức học thuật, "... phương thức là của trí tuệ mới có thể không còn bao gồm trong tài hùng biện... mà còn trong tham gia tích cực vào cuộc sống thực tế, như một nhà xây dựng, nhà tổ chức, 'người thuyết phục thường trú' và không đơn giản chỉ là một nhà hùng biện... "(10). Gramsci lập luận thêm rằng mục đích của giáo dục phải là "để tạo ra một loại trường hình thành (tiểu học-trung học) duy nhất mà sẽ đưa trẻ đến ngưỡng của sự lựa chọn trong công việc của mình, định hình cậu/cô ta trong thời gian này như một người có khả năng suy nghĩ nghiên cứu, cai trị - hoặc kiểm soát những người cai trị."(40) Gramsci cho rằng để cho các trường học để thành công, điều quan trọng là sinh viên tham gia tích cực trong việc học của mình, và để cho điều này xảy ra, nhà trường phải liên quan đến cuộc sống hàng ngày. Halperin cho thấy rằng trẻ em có thể hành động như các trí tuệ hữu cơ khi những người quản trị nhà trường sử dụng các mong muốn của trẻ em và các thông tin cá nhân để tác động và thông báo cho cơ cấu quyền lực, "Bất cứ lúc nào có một cơ hội, những đứa trẻ đã được trích dẫn, cho dù đó là để thu hút một ứng cử viên trong cuộc phỏng vấn việc làm hoặc để thuyết phục một thành viên của hội đồng nhà trường mà nhà trường là thực sự cần thiết "(258).
Halperin  kết nối các nhà giáo dục không chính thức trong các trường học cộng đồng với những ý tưởng của Gramsci về vai trò của trí tuệ hữu cơ, "Các giao lộ của công việc gia đình và công việc được trả tiền phân biệt mờ giữa công việc và gia đình trong trường học và trong cộng đồng nói chung.... Việc sử dụng thân thiết cộng đồng, việc đảm bảo công việc ổn định, và việc gìn giữ hòa bình cũng là vấn đề. Những hoạt động này là tất cả các hình thức đề kháng với chủ nghĩa tư bản, toàn cầu hóa, và một số hình thức bá quyền bao gồm, nhưng không giới hạn đối với các cấu trúc trường học chính thức và các thực hành môn học thông thường "(252). Gramsci giúp liên kết lý thuyết với thực hành, với sự sáng tạo của ông về các trí tuệ tầng lớp lao động tham gia tích cực trong cuộc sống thực tế, đang hỗ trợ trong việc phát triển một bá quyền đối lập mà sẽ làm suy yếu các mối quan hệ xã hội hiện có.
Trong The Essential Foucault: Selections from Essential Works of Foucault, Michel Foucault cũng cung cấp các lựa chọn thay thế cho tư tưởng và các khóa học mới cho người học chủ động trong giáo dục trong cuộc thảo luận của ông về định hình lại bản thân, "... ngay cả đối với các nô lệ hoặc người điên, dưới những tình huống khi mà các mô hình của bản ngã được áp đặt từ bên ngoài, một số tự học nghề là cần thiết... và mỗi nghề của một mối quan hệ với tự phát sinh từ, và đòi hỏi, một crafting của một người quan hệ với người khác - có thể là cấp trên của một người, học sinh của một người, đồng nghiệp của một người..." (xxi) Ý tưởng này là tương tự của Jean-Jacques Rousseau  sự hiểu biết của đứa trẻ như là một người học "tích cực" và cũng như sự tận lực của Paulo Freire. Nhà nhân học Hoa Kỳ Clifford Geertz  cũng thừa nhận tầm quan trọng của kiến thức địa phương và ý thức chung của người dân liên quan đến cuộc sống hàng ngày:

"Đối với chúng ta, khoa học, nghệ thuật, tư tưởng, pháp luật, tôn giáo, công nghệ, toán học, thậm chí đạo đức và nhận thức luận ngày nay, dường như các thể loại đủ chính đáng của biểu hiện văn hóa để dẫn dắt chúng ta yêu cầu (và yêu cầu nữa, yêu cầu mãi) mức độ mà những người khác có chúng, và mức độ mà người ta có với những gì mà người ta có, và đưa ra hình thức mà họ có những gì ánh sáng phải tỏa ra trên phiên bản của chúng của riêng chúng ta."(92)

Các tài liệu trước đó cho thấy rằng các định hướng nhà trường và phát triển chuyên môn được dẫn dắt bởi các nhà lãnh đạo và cư dân cộng đồng mà hướng dẫn các giáo viên về di sản cộng đồng có thể dẫn đến một kinh nghiệm giáo dục thành công hơn và các kết quả cho trẻ em và cộng đồng. Một mục tiêu quan trọng của bảo tồn di sản là để giúp mọi người trong một cộng đồng phát triển một bản sắc tập thể. David Lowenthal gợi ý rằng "Tưởng nhớ quá khứ là rất quan trọng cho cảm giác của chúng ta về bản sắc... để biết chúng ta đã xác nhận rằng chúng ta là gì" (p. 197). Good and Good tranh luận về tầm quan trọng của trí nhớ, cho thấy rằng "... các cách định khung mà được ẩn hoặc không nói trái ra... cho thấy tầm quan trọng của một cơ thể ngày càng tăng của văn bản trong trí nhớ, trí nhớ sau chấn thương, và các chính sách trí nhớ và các phương pháp nhằm thực hiện hoặc thu hồi những cái còn lại của các sự kiện lịch sử bạo lực hoặc đau thương" (2008:15). Trong tham gia với quá khứ, điều quan trọng là chúng ta không quên các bạn trẻ trong cộng đồng mà là tương lai của cộng đồng. Họ là các bên liên quan cũng như người lớn, và họ cũng cần một tiếng nói. Makagon và Neuman  cho rằng lĩnh vực tường thuật có thể được mở rộng thông qua những người kể chuyện công dân là người "... có thể là bất cứ ai muốn tạo ra một tài liệu về đời sống lịch sử hoặc đương đại... khái niệm này được dựa vào ý tưởng của dân chủ hóa các phương tiện đại diện cho các lợi ích, các vấn đề, các kinh nghiệm, và mối quan tâm của những người không được tiếp cận với phương tiện truyền thông nhưng có những câu chuyện họ muốn nói"(55). Đến với các điều kiện với quá khứ là rất quan trọng không chỉ đối với những người lớn tuổi mà còn cho cả thanh niên và tác động của nó trên bản sắc phát triển của họ.

### Kiến thức được cấp giấy chứng nhận
Trái ngược với kiến thức địa phương, "kiến thức có giấy chứng nhận" là kiến thức được xác định là "hợp pháp". Nói cách khác, kiến thức được cấp giấy chứng nhận là được bao gồm để phù hợp cho việc học tập tại các chương trình học công cộng (và tư nhân). Đây là kiến thức được phê chuẩn bởi các chính quyền địa phương, tiểu bang và liên bang. Nó cũng là những kiến thức mà các hiệp hội chuyên ngành cụ thể (ví dụ, Hội đồng Quốc gia Giáo viên Toán học, Hội Đọc quốc tế; Hội đồng Trẻ Em Đặc Biệt) ủng hộ là cần thiết cho ngành học cụ thể của mình. Chương trình giảng dạy trong các trường học K-12 được hướng dẫn bởi các nhà hoạch định chính sách quốc gia và tiểu bang, bao gồm cả các công ty tư nhân xuất bản sách giáo khoa, các chương trình và tài liệu. Thông thường, kiến thức địa phương như mô tả trước đây được giảm thiểu hoặc không bao gồm hoàn toàn.

## Đo lường vốn giáo dục
Trong thời đại gần đây của Đạo luật Không đứa trẻ nào bị bỏ lại phía sau (NCLB), vốn giáo dục ở cấp quốc gia, tiểu bang và địa phương đã được đo bằng cách kiểm tra stakes cao đã xác định hiệu quả giáo dục của từng tiểu bang, quận trường học, trường học và giáo viên. Kết quả học tập của sinh viên cũng được đánh giá bởi những đánh giá được tiêu chuẩn hóa một lần mỗi năm, thường xác định liệu họ đã đạt tới mức độ thích hợp của tăng trưởng từ năm này sang năm khác. Trẻ em có thể được thông qua để lên lớp hay bị giữ lại dựa trên hiệu suất của chúng trên những đánh giá này. Một tình cảm ngày càng tăng giữa các chính trị gia bảo thủ và một số doanh nghiệp là mục đích của giáo dục công là cung cấp cho khu vực tư nhân với những cá nhân được đào tạo để thực hiện bất cứ công việc yêu cầu nào. Cho kết thúc này, một nhấn mạnh vào công việc hoặc đào tạo nghề nghiệp cụ thể đã bắt đầu tràn ngập các lời nói liên quan đến chính sách giáo dục.
Một cải cách gần đây trong công K-12 là sự hỗ trợ của công chúng về các trường bán công (Charter school). Trường bán công có nghĩa vụ phải là những lựa chọn thay thế cho các trường công lập như vậy mà họ cung cấp cho các sinh viên chương trình giảng dạy sáng tạo và các trải nghiệm giáo dục. Kể từ khi cơ quan lập pháp nhà nước bắt đầu thông qua dự luật trường bán công trong những năm 1990, gần 3.000 trường học mới được thành lập. Điều thú vị là một số trong những trường học này được tài trợ bởi các doanh nghiệp cụ thể, các tập đoàn, hoặc các nhà hảo tâm cá nhân tán thành những ý tưởng hoặc mục tiêu cụ thể cho giáo dục trẻ em và thanh thiếu niên. Quy định về trường bán công cho phép các trường học "... chạy độc lập với hệ thống trường công truyền thống và thiết kế các chương trình của họ cho những nhu cầu của cộng đồng."  Mặc dù không phải tất cả các trường bán công đều là đặc biệt sáng tạo và một số trường hoạt động tương tự như các trường công truyền thống, các nhà hoạch định chính sách, phụ huynh và các nhà giáo dục đang xem trường bán công như một cách để tăng sự lựa chọn giáo dục và đổi mới trong hệ thống trường công lập.

## Thư viện
- Appadurai, Arjun (1986) Commodities and the Politics of Value. In The Social Life of Things: Commodities in Cultural Perspective, edited by A. Appadurai, pp. 3–63. Cambridge University press, Cambridge, UK.
- Apple, Michael W. (1989) Teachers and Texts: A Political Economy of Class and Gender Relations in Education. New York: Routledge.
- Bourdieu, Pierre (1984) Distinction: A Social Critique of the Judgement of Taste. Translated by Richard Nice. Cambridge, Massachusetts: Harvard University Press.
- Bourdieu, Pierre (1986) The Forms of Capital. In J. Richardson (Ed.) Handbook of Theory and Research for the Sociology of Education (New York, Greenwood), 241-258.
- Bourdieu, Pierre (1980) The Logic of Practice. Stanford: Stanford University Press.
- Bourdieu, Pierre and Jean-Claude Passerson (1977) Reproduction in Education, Society and Culture, (Beverly Hills: Sage), and Basil Bernstein, Class, Codes and Control, Vol. 3 (Boston and London: Routledge & Kegan Paul)
- Freire, Paulo (200) Pedagogy of the Oppressed. New York: Continuum.
- Geertz, Clifford (1983) Common sense as cultural system. In: C. Geertz (Ed.), Local knowledge (pp. 73–93). New York: Basic Books.
- Good, Byron and Mary Good (2008) Postcolonial Disorders: Reflections on subjectivity in the Contemporary World, In Postcolonial Disorders. Mary-Jo DelVecchio Good, Sandra T. Hyde, sarah Pinto and Byron J. Good, eds. pp. 1–41. U California Press.
- Gramsci, Antonio (1971) Selections from the Prison Notebooks of Antonio Gramsci. Translated and edited by Quintin Hoare and Geoffrey Nowell Smith. New York: International Publishers.
- Halperin, Rhoda H. (2008) Gifting the Children: Ritual Economy of a Community School. In Dimensions of Ritual Economy, Research in Economic Anthropology, 27(249-266). Emerald Group Publishing Limited.
- Halperin, Rhoda H. (1994) Economy and Ecology: Basic Concepts, Their History, and Applications. In Cultural Economies, Past and Present, by R. H. Halperin, pp. 55–84. University of Texas Press, Austin.
- Halperin, Rhoda H.(1998) Practicing Community: Class Culture and Power in an Urban Neighborhood.University of Texas Press, Austin.
- Kemper, R.V. (1982) The compadrazgo in urban Mexico. Anthropological Quarterly, 55, 17-30.
- Lowenthal, David (1985) The Past is a Foreign Country. Cambridge: Cambridge University Press.
- Makagon and Neuman (2009) Recording Culture: Audio documentary and the ethnographic experience. Thousand Oaks, CA: SAGE Publications, Inc.
- Mauss, Marcel (1990) The Gift: The Form and Reason for Exchange in Archaic Societies, New York, W.W. Norton & Company, Inc.
- McAnany, Patricia A., and E. Christian Wells (2008) Towards a Theory of Ritual Economy. In Dimensions of Ritual Economy, edited by E.C. Wells and P.A. McAnany, pp. 1–16. Emerald Group Publishing Limited, Bingley, UK.
- Mintz, S.W., & Wolf, E.R. (1950). An analysis of ritual co-parenthood (compadrazgo). Southwestern Journal of Anthropology, 6, 341-355.
- Nutini, H.G. (1984). Ritual kinship: Ideological and structural integration of the compadrazgo system in rurual Tlaxcala, Volume 2. Princeton, NJ: Princeton University Press.
- Nutini, H.G., & Bell, B. (1980). Ritual kinship: The structure and historical development of the compadrazgo system in rural Tlaxcala, Volume 1. Princeton, New Jersey: Princeton University Press.
- Rabinow, Paul and Nikolas, Rose (2003) Foucault Today, In the Essential Foucault: Selections from Essential Works of Foucault, 1954-1984. Paul Rabinow and Nikolas Rose, eds. Pp. vii-xxxv.
- Rousseau, Jean-Jacques (1979) Emile, or On Education, trans. with an introd. by Allan Bloom, New York: Basic Books.
- US Charter Schools Website (2010) http://www.uscharterschools.org/pub/uscs_docs/o/movement.htm Lưu trữ ngày 25 tháng 4 năm 2010 tại Wayback Machine